# James F. Scott
James Floyd Scott (* 4. Mai 1942 in Beverly, New Jersey; † 6. April 2020) war ein US-amerikanischer Physiker und Forschungsleiter des Cavendish-Laboratoriums an der University of Cambridge. Er galt als Pionier auf dem Gebiet ferroelektrischer Speichervorrichtungen.

## Werdegang
Scott erwarb 1963 einen Bachelor an der Harvard University und 1966 an der Ohio State University einen Doktorgrad. Anschließend arbeitete er sechs Jahre lang am Quantenelektronik-Forschungslabor in den Bell Laboratories in New Jersey, wo er sich vor allem mit Phasenübergängen und dem Ferroelektrikum beschäftigte. 1972 erhielt er eine ordentliche Professur für Physik an der University of Colorado Boulder. 1992 wurde Scott zum Dekan für angewandte Wissenschaft am australischen Royal Melbourne Institute of Technology, 1995 zum Dekan für Wissenschaften und Professor für Physik an der University of New South Wales in Sydney ernannt. Im Jahr 1997 erhielt Scott den Humboldt-Forschungspreis sowie einen Ruf an den Sony Corporation Chair of Science in Yokohama, wo er seine Arbeit an den Ferroelectric Random Access Memories (FRAM) weiterführte. Ab 1999 war er Professor für Ferroika an der University of Cambridge im Vereinigten Königreich. Scott erhielt 2001 den Monkasho-Preis der Universität Tokio und wurde im Jahr 2008 zum Fellow der Royal Society (MRS Medal), drei Jahre später zum Mitglied der Slowenischen Akademie der Wissenschaften und Künste gewählt. Ab 2014 zählte ihn Thomson Reuters aufgrund der Zahl der Zitationen seiner Arbeiten zu den Favoriten auf einen Nobelpreis für Physik (Thomson Reuters Citation Laureates).

## Publikationen (Auswahl)
- Ferroelectric Memories. Springer, Berlin, Heidelberg 2000, ISBN 3-540-66387-8 (248 Seiten).